# غبار (حزم العدين)

تعديل مصدري - تعديل

غبار محلة تابعة لقرية الذراع، التابعة لعزلة الاجعوم بمديرية حزم العدين إحدى مديريات محافظة إب في الجمهورية اليمنية، بلغ تعداد سكانها 187 حسب تعداد اليمن لعام 2004.